# Raúl Castillo
Raúl Castillo, né le 30 août 1977 à McAllen au Texas (États-Unis), est un acteur américain.

## Biographie
Castillo est né à McAllen au Texas, de parents originaires de Reynosa au Mexique. Il quitte son Texas natal pour suivre un programme d'écriture dramatique au collège des beaux-arts de l'université de Boston. Après Boston, Castillo monte une troupe de théâtre à Austin avant de rejoindre Off Broadway, où il joue et écrit des pièces.
À partir de 2014, Castillo interprète deux saisons durant le personnage de Richie dans la série Looking, qui suit les aventures d'un groupe d'amis homosexuels à San Francisco. Pour le New York Times, il est la découverte de la série (« the breakout star of the series »). Si la série est annulée après un dernier épisode d'une heure trente, son rôle lui permet d'atteindre une certaine notoriété.

## Filmographie

### Cinéma
- 2007 : Amexicano de Matthew Bonifacio : Ignacio
- 2008 : Paraíso travel de Simón Brand : Carlos
- 2008 : Don't Let Me Drown de  Cruz Angeles : Alex
- 2010 : Cold Weather d'Aaron Katz : Carlos
- 2012 : Hated de  Lee Madsen : un passager du train
- 2012 : My Best Day de  Erin Greenwell : Neil
- 2012 : L'Exilée (The Girl) de David Riker : un agent à la frontière
- 2013 : Bless Me, Ultima de Carl Franklin : Andrew
- 2015 : Sweets de R.E. Rodgers : Lincoln
- 2017 : Permission de Brian Crano : Heron
- 2018 : Paranoïa (Unsane) de Steven Soderbergh : Jacob
- 2018 : We The Animals de Jeremiah Zagar : Paps
- 2019 : À couteaux tirés  (Knives Out) de Rian Johnson
- 2020 : Army of the Dead de Zack Snyder : Mikey Guzman
- 2021 : Un homme en colère (Wrath of Man) de Guy Ritchie : Sam
- 2021 : Night Teeth : Jay
- 2021 : Mother/Android de Mattson Tomlin (en) : Arthur
- 2021 : Si je t'oublie... je t'aime (Little Fish) de Chad Hartigan : Ben
- 2022 : Cha Cha Real Smooth de Cooper Raiff
- 2022 : The Inspection d'Elegance Bratton : Laurence Harvey
- 2024 : Breathe de Stefon Bristol : Micah
- 2024 : Smile 2 de Parker Finn (en) : Darius Bravo

### Télévision
- 2009 : Nurse Jackie, (série télévisée)) : Joseph (1 épisode)
- 2009 : New York, police judiciaire, (série télévisée) : Eddy Blanco (1 épisode)
- 2009 : La Force du destin, (série télévisée) : Carlos (1 épisode)
- 2010 : Damages, (série télévisée) : Un Flic (1 épisode)
- 2011 : The Trainee, (série télévisée) : Henry Howell / The Trainee (3 épisodes)
- 2011 - 2013 : East WillyB, (série télévisée) : Edgar (3 épisodeS)
- 2013 : Murder in Manhattan, (Téléfilm) de Cherie Nowlan
- 2013 : Blue Bloods, (série télévisée) : Raul (1 épisode)
- 2014 - 2015 : Looking : Richie Donado (14 épisodes)
- 2015 : Gotham, (série télévisée) : Eduardo Flamingo (1 épisode)
- 2017 :  Riverdale : Oscar
- 2017 :  Atypical : Nick
- 2018 :  Seven seconds : Felix Osorio
- 2019 : Vida : Baco
- 2023 : Class of '09 : Amos Garcia
- 2023 : American Horror Stories : Toby Arcaño (saison 3, épisode 4)

## Théâtre
- 2000 : Santos & Santos : Tomas
- 2006 : School of the Americas : First Army Ranger
- 2008 : Flowers : Beto
- 2009 : A Lifetime Burning : Alejandro
- 2009 : References to Salvador Dalí Make Me Hot : Alejandro
- 2012 : Fish Men : Rey Reyes
- 2012 : Jesus Hopped the 'A' Train : Angel
- 2012 : The Way West
- 2013 : Contigo : Tigo
- 2013 : Adoration of the Old Woman : Ismael
- 2013 : Death and the Maiden : Gerardo